# Chiesa di San Nicolò (Tauriano)
La chiesa di San Nicolò è la parrocchiale di Tauriano, frazione di Spilimbergo, in provincia di Pordenone e diocesi di Concordia-Pordenone; fa parte della forania di Spilimbergo.

## Storia
La chiesa è menzionata una prima volta nel testamento di Walterpertoldo I di Spilimbergo nell'anno 1290 e al tempo apparteneva alla pieve di Travesio, ma già allora aveva un proprio sacerdote stabile per la cura delle anime.

## Esterno
Nel 1899 la facciata occidentale era trasformata in stile neogotico.

## Interno
Il coro della chiesa è decorato da affreschi di Giovan Pietro da Spilimbergo del 1502 con episodi tratti dall'Antico e Nuovo Testamento e Storie di san Nicolò alle pareti.

## Galleria d'immagini

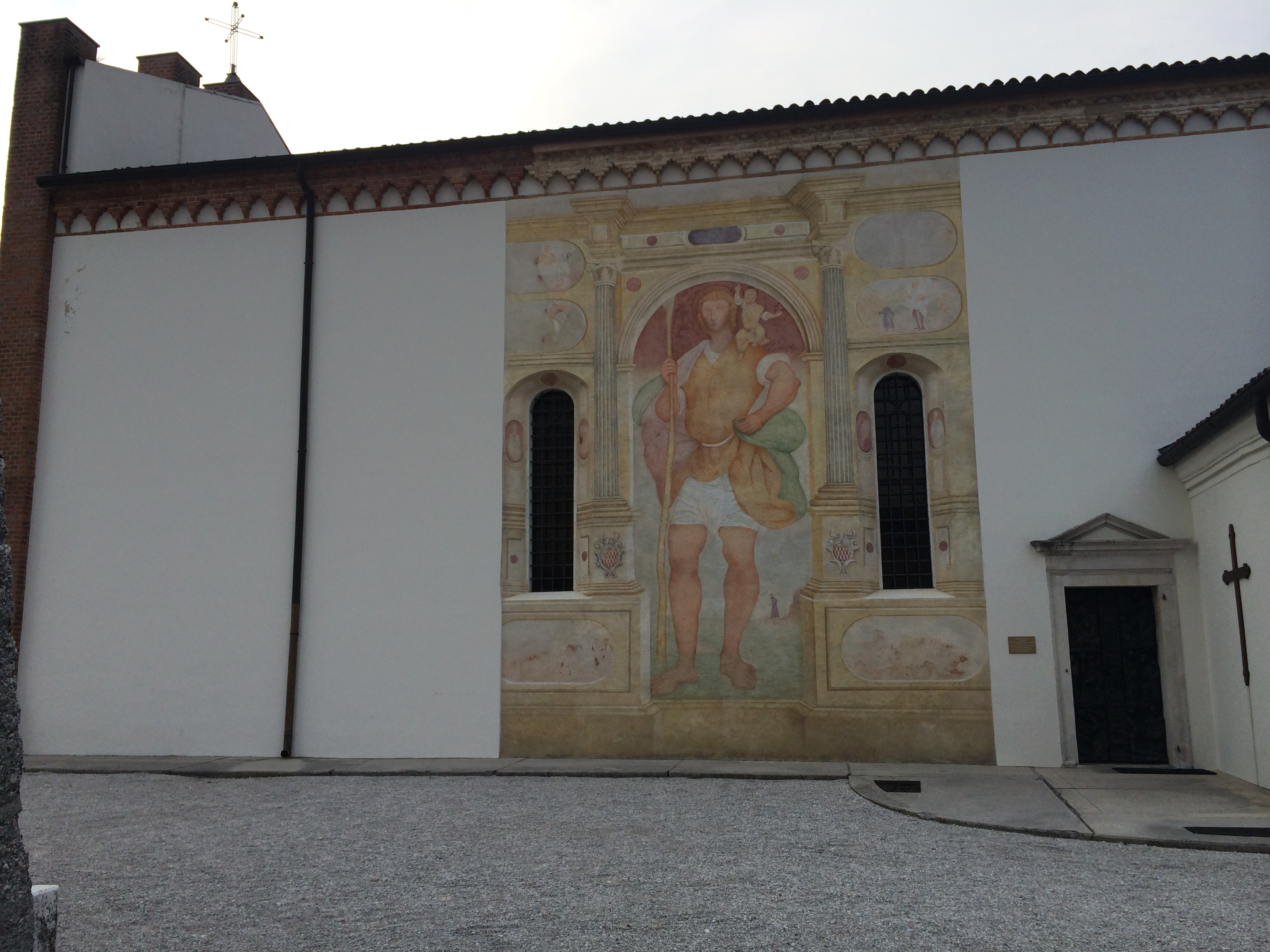
Fianco con affresco raffigurante San Cristoforo
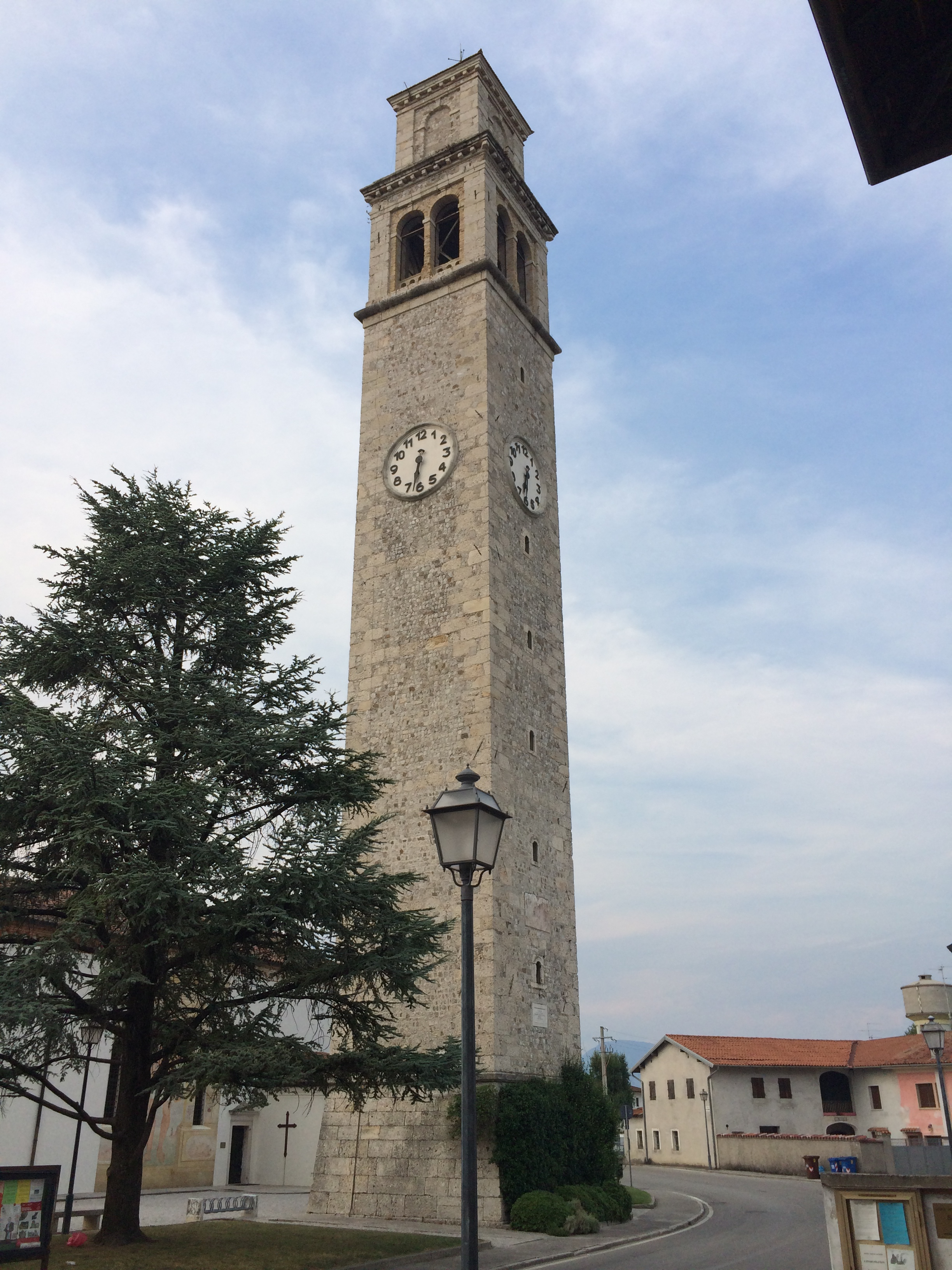
Il campanile
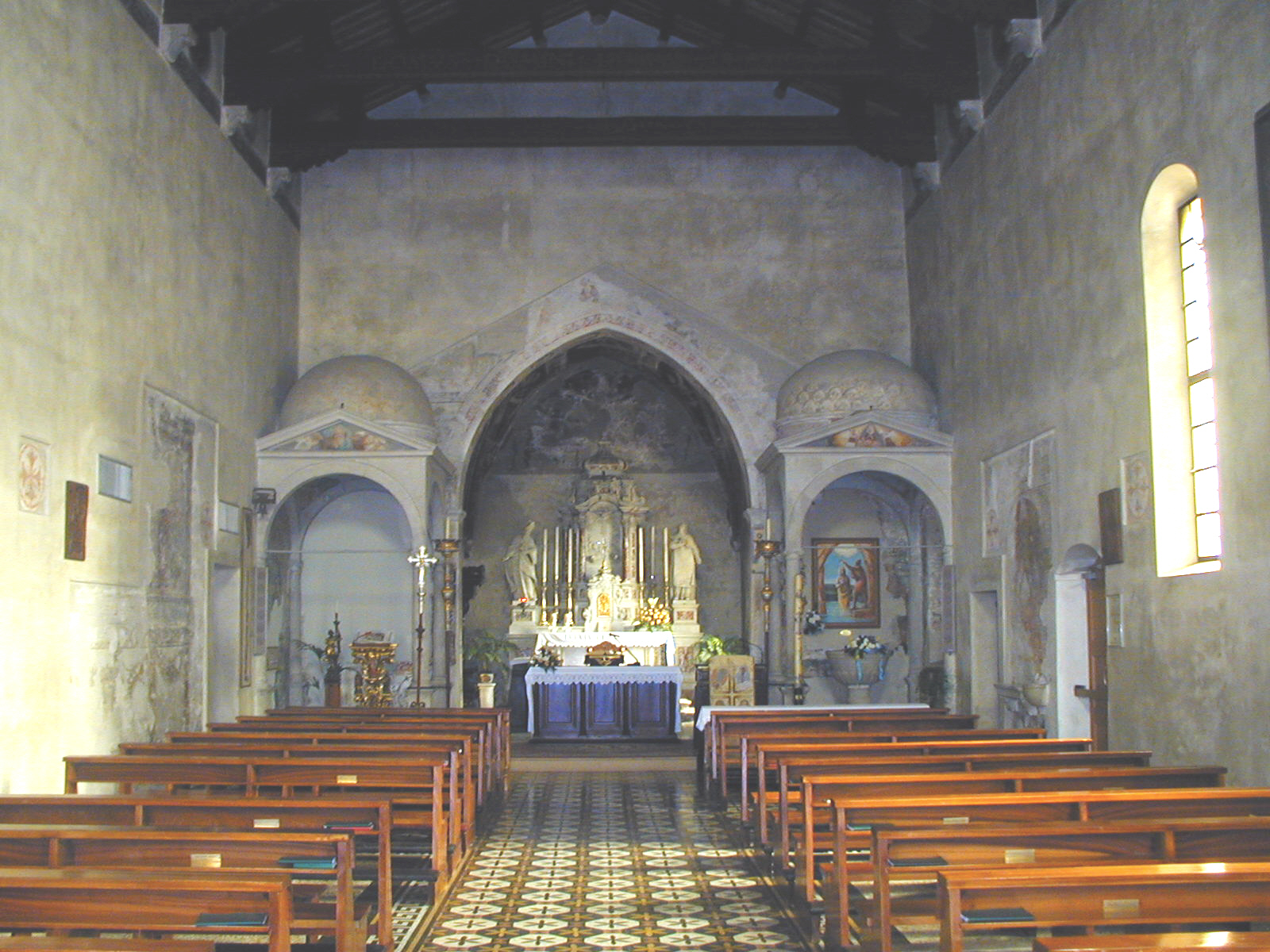
Vista dell'interno
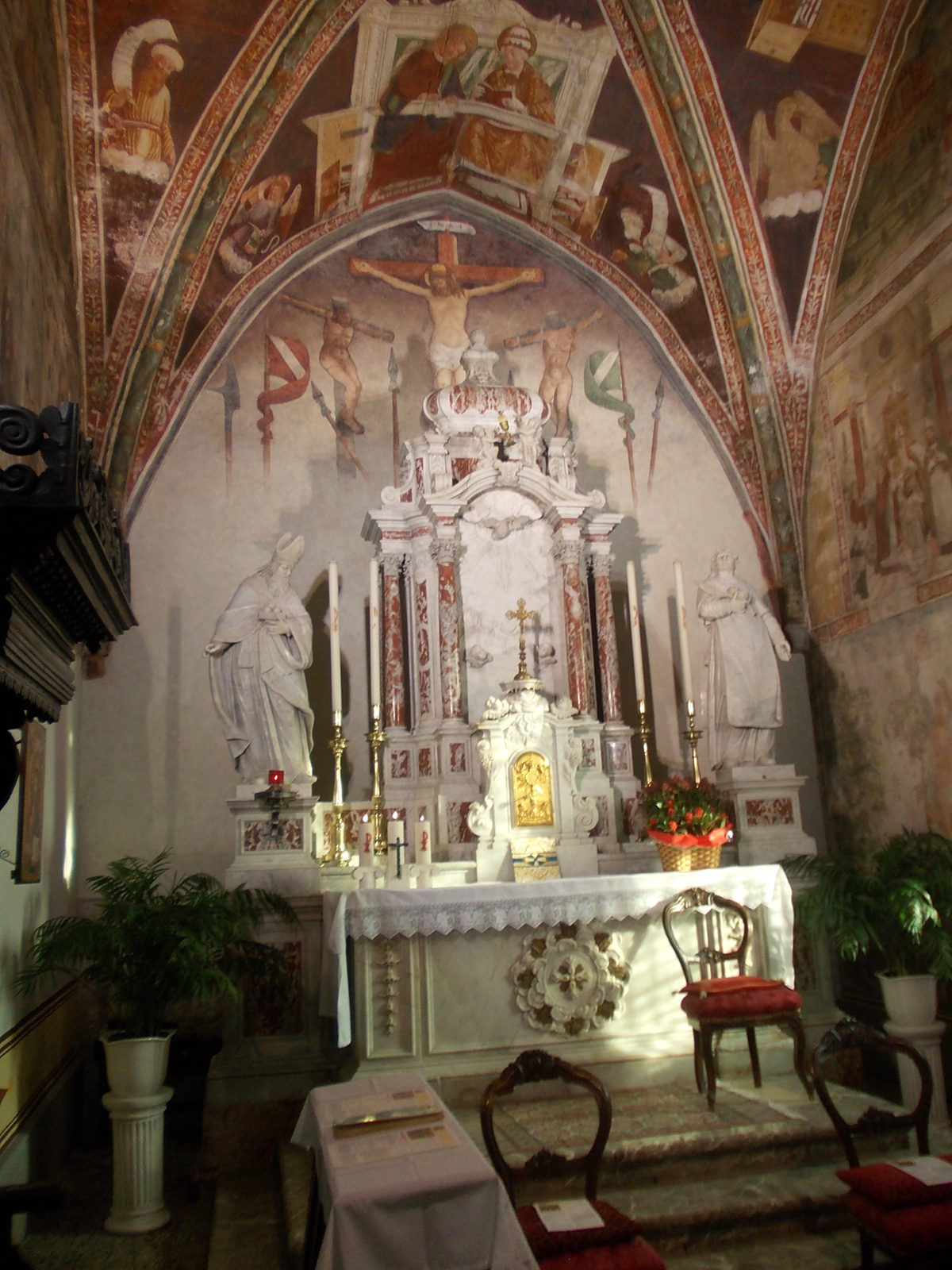
L'altare maggiore
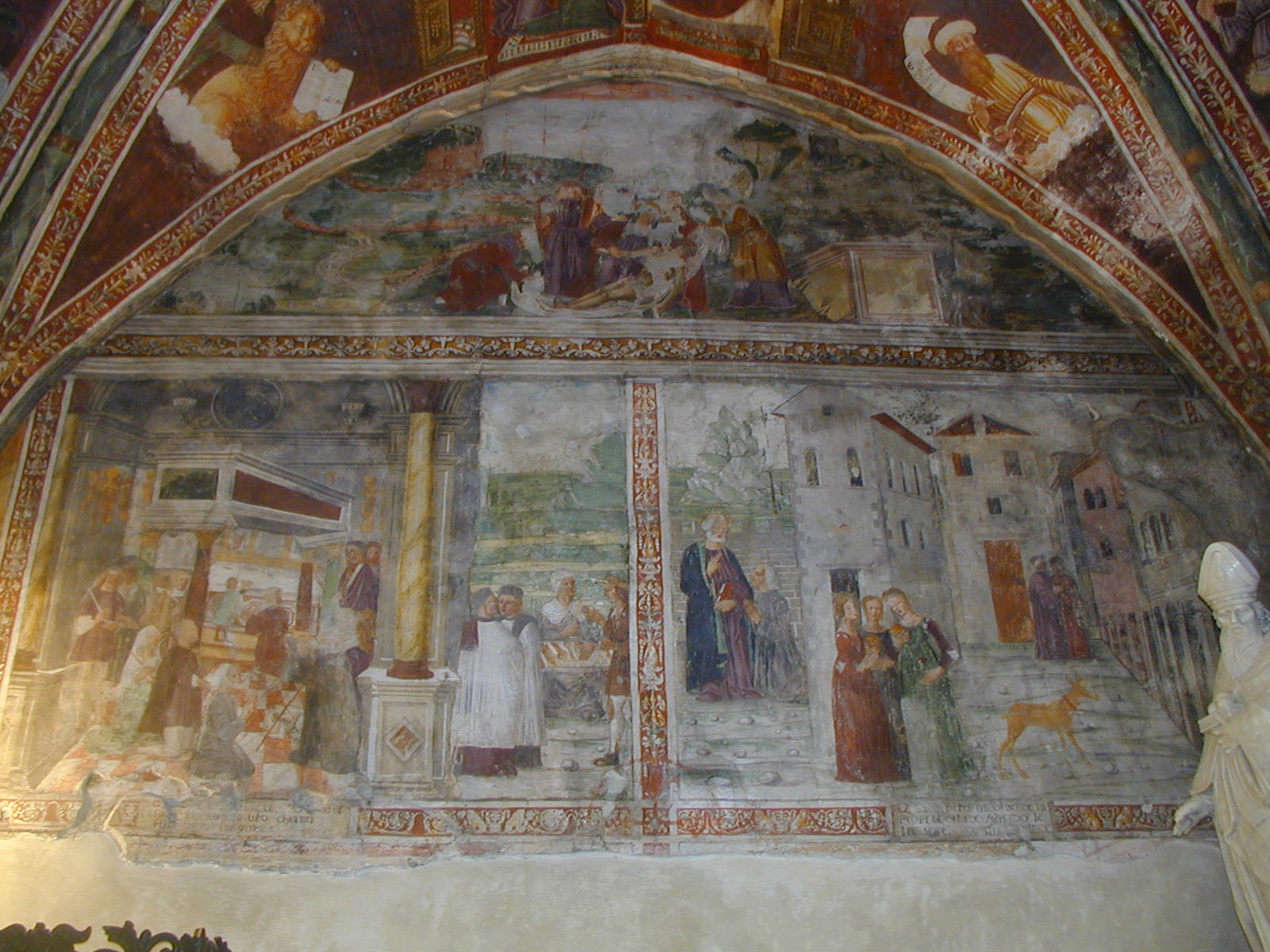
Affreschi con la vita di San Nicolò
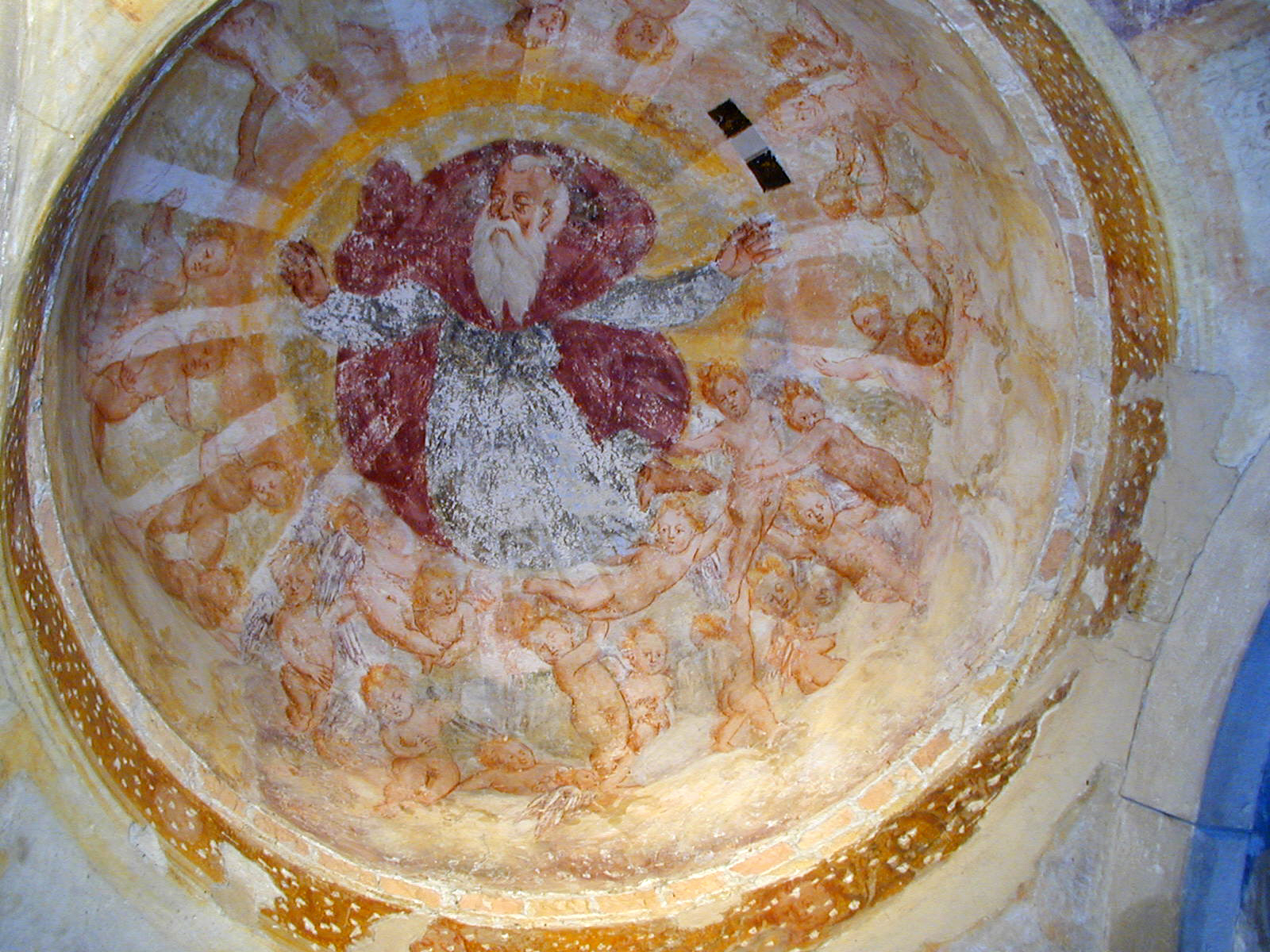
Volta affrescata